# Les Forces musicales
Les Forces musicales sont un syndicat professionnel français fondé le 28 septembre 2015 qui regroupe des orchestres, des opéras et des festivals d'art lyrique implantés sur le territoire national. 

## Fondation
Fondé le 28 septembre 2015, le syndicat professionnel Les Forces musicales regroupe des adhérents de l'ancienne Chambre professionnelle des Directions d'Opéra et du Syndicat national des Orchestres et des Théâtres lyriques. Il est la deuxième organisation d'employeurs du spectacle vivant en termes de masse salariale et la première en termes d'emplois artistiques permanents.

## Organisation
Claire Roserot de Melin est présidente des Forces musicales ; David Olivera en est vice-président.

## Missions
En opérateur du service public de la culture, le syndicat mène des actions en faveur de la permanence de l'emploi et de l'activité, en lien avec les collectivités territoriales et les politiques publiques.

« Les représentants des structures [adhérentes] souhaitent établir des relations durables et confraternelles indispensables à la reconnaissance du secteur qu’ils représentent, mais aussi à la défense de son rôle dans la vie artistique, économique et sociale du pays. »

Les Forces musicales commandent au cabinet Traces TPi une étude consacrée aux vingt-deux maisons d'opéras et festivals d'art lyrique intitulée « Portrait socio-économique des opéras et festivals d'art lyrique en région » et présentée le 13 décembre 2017.
Le 11 mars 2020, le syndicat interpelle le gouvernement face aux pertes engendrées par les mesures en lien avec la crise sanitaire qui interdisent les rassemblements de plus de 1 000 personnes et aux menaces pour l'avenir : plus de 100 000 billets à rembourser, pertes de réservations pour les spectacles à venir, mobilité internationale des artistes restreinte.
Le syndicat travaille en lien avec la Chambre syndicale de la Facture instrumentale sur le projet PIC-PIV, Projet pour les Instruments de musique face au Coronavirus et les Pratiques instrumentales et vocales.
Le 1er juillet 2020, les Forces musicales en partenariat avec l'Association française des Orchestres s'associent à France Musique et France Bleu pour fêter la reprise de l'activité des orchestres et des maisons d'opéra lors d'un « Marathon des Orchestres » diffusé toute la journée sur la chaîne musicale, et lors duquel Aline Sam-Giao et Loïc Lachenal présentent la situation des institutions musicales au sortir de la crise, les perspectives pour la rentrée et les initiatives du syndicat.
Le 17 septembre 2020, le quotidien Libération publie une tribune signée par les quarante-six orchestres et opéras membres des Forces musicales dans laquelle ils rappellent leur mission « au chœur de la cité » (jeu de mots journalistique né de l'expression « au cœur ») et où ils rappellent leurs actions auprès du public et des personnels soignants tout au long de la crise sanitaire et invitent le public à les retrouver, « masqués mais confiants », à partir du 12 septembre 2020.

## Structures adhérentes
Avec l'Association française des Orchestres, le syndicat Les Forces Musicales représente la quasi-totalité des orchestres permanents, solidaires les uns des autres,.
Liste des membres
| - Angers-Nantes Opéra, - Auditorium-Orchestre national de Lyon, - Chorégies d'Orange, - Ensemble intercontemporain, - Festival d'Aix-en-Provence, - Grand Théâtre de Provence, - les Musiciens du Louvre, - Nuits lyriques de Marmande, - Opéra de Dijon, - Opéra de Lille, - Opéra de Limoges, - Opéra de Massy, - Opéra de Reims, - Opéra de Rennes, - Opéra de Rouen Normandie, - Opéra de Saint-Étienne, - Opéra de Toulon, - Opéra de Tours, - Opéra Grand Avignon, - Opéra national de Bordeaux, - Opéra national de Lyon, - Opéra national du Rhin, - Opéra Orchestre national Montpellier Occitanie, | - Orchestre de Cannes, - Orchestre de chambre de Paris, - Orchestre de Paris, - Orchestre de Picardie, - Orchestre des Pays de Savoie, - Orchestre national d’Auvergne, - Orchestre national d'Île-de-France, - Orchestre national de Lille, - Orchestre national de Metz, - Orchestre de Pau Pays de Béarn, - Orchestre philharmonique de Strasbourg, - Orchestre régional Avignon-Provence, - Orchestre régional de Normandie, - Orchestre symphonique de Bretagne, - Orchestre symphonique de Mulhouse, - Orchestre Victor-Hugo Franche-Comté, - Radio France-Orchestre national de France, - Radio France-Orchestre philharmonique de Radio France, - Renouveau lyrique, - Théâtre de Caen, - Théâtre du Capitole de Toulouse, - Théâtre du Châtelet, - Vichy culture |